# 王彪 (1923年)
王彪（1923年—2000年3月），又名王士光，广东东莞人，中共党员。1940年8月参加广东人民抗日游击队， 抗战胜利后，担任粤赣边九连地区大队大队长、中共九连地区工委副书记。1949年任中国人民解放军粤赣湘边纵队东江第二支队第四团团长、纵队独立第六团团长等职。中华人民共和国成立后，在广州市公安系统工作，曾任中国人民公安部队学院训练部部长等职。1962年晋升为上校军衔。文化大革命结束后，任广东省军区顾问（正军职）等职。